# Jimmy Murray
James Murray, detto Jimmy (Edimburgo, 4 febbraio 1933 – 10 luglio 2015), è stato un calciatore scozzese, di ruolo attaccante.

## Carriera
Fu capocannoniere della Scottish Division One 1957-1958 assieme al compagno di squadra Jimmy Wardhaugh.

## Palmarès

### Club

#### Competizioni nazionali
- Campionato scozzese: 2

Hearts: 1957-1958, 1959-1960
- Coppa di Scozia: 1

Hearts: 1955-1956
- Coppa di Lega scozzese: 3

Hearts: 1954-1955, 1958-1959, 1959-1960